# Maughold (paroisse insulaire)
Pour l’article homonyme, voir Maughold.

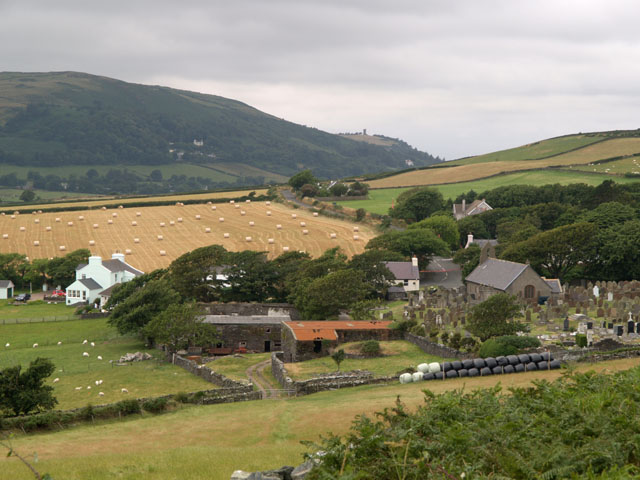
Village de Maughold.

Maughold est une paroisse insulaire du sheading de Garff sur l’île de Man.